# Thai Global Airline
Thai Global Airline is een Thaise luchtvaartmaatschappij met haar thuisbasis in Bangkok. Zij voert vrachtvluchten uit in de regio.

## Geschiedenis
Thai Global Airline is opgericht in 2007.

## Vloot
De vloot van Thai Global Airline bestond in oktober 2007 uit:
- 1 Boeing B727-200(F)

## Bestemmingen
Thai Global Airline voerde in 2007 lijnvluchten uit naar:
- Bangkok, Hongkong.

Air People International · Bangkok Airways · Business Air · Crystal Thai Airlines · Happy Air · Jet Asia Airways · Kan Air · K-Mile Air · Nok Air · Nok Mini · Orient Thai Airlines · Phuket Air · SkyEyes Airways · Solar Air · Sunny Airways · Thai AirAsia · Thai Airways International · Thai Global Airline · Thai Smile

Opgeheven: Air Andaman · Air Phoenix · Air Siam · Angel Air · Destination Air Shuttle · One-Two-GO · P.C. Air · PB Air · SkyStar Airways · Thai Air Cargo · Thai Airways Company · Thai Pacific Airlines · ThaiJet · Thai Sky Airlines